# Northeast Arm (Placentia Bay)
De Northeast Arm is een 9 km lange zeearm in de Canadese provincie Newfoundland en Labrador. Het is een onrechtstreekse zijarm van de Placentia Bay in het zuidoosten van het eiland Newfoundland.

## Geografie
Het dorp Placentia ligt op een schiereiland tussen enerzijds de Placentia Road, een groot zeegat dat aansluit op de Placentia Bay, en anderzijds Placentia Harbour, een natuurlijke haven die aan de 'achterkant' van het dorp ligt. Beide wateren zijn verbonden door de Placentia Gut, een amper 100 m brede doorgang die wordt overbrugd door de Sir Ambrose Shea Bridge.
De voornoemde Placentia Harbour is het beginpunt voor twee zeearmen die dieper het binnenland ingaan, namelijk de Northeast Arm en de Southeast Arm. Het noordelijk deel van deze natuurlijke haven gaat aan de rand van Jerseyside over in de Northeast Arm. De zeearm gaat dan 2 km in noordoostelijke richting, waarna hij naar het oosten draait en nog 7 km in die richting verdergaat. Ondanks zijn lengte van ongeveer 9 km, is de Northeast Arm gemiddeld maar een halve kilometer breed.

### Plaatsen
De noordelijke oever van de zeearm is voor een groot deel volgebouwd en bestaat uit de losjes op elkaar aansluitende plaatsen Ferndale en Dunville, evenals over een deel van Jerseyside. De zuidelijke oever is daarentegen bergachtig en dichtbebost. Alle voornoemde plaatsen maken deel uit van de fusiegemeente Placentia.
Te Dunville bevindt zich de Seven Island Lookout, een uitkijkpunt met picknickfaciliteiten.

Zicht op de Northeast Arm vanaf de Seven Island Lookout te Dunville, ter hoogte van de bocht in de zeearm. In de achtergrond ligt de brug over de Placentia Gut

## Geschiedenis
Reeds in de vroege 16e eeuw was de zeearm bij Europese zeelieden bekend als een veilige aanlegplaats vlak bij de nederzetting Plaisance (het hedendaagse Placentia).
In de tweede helft van de 20e eeuw hadden de Amerikanen een recreatiepark met een oppervlakte van 27 ha aan de oever van de zeearm. Het was bedoeld als recreatieoord voor de Amerikaanse militairen die sinds 1940 gestationeerd waren op de nabijgelegen militaire basis Argentia. Sinds het vertrek van de Amerikanen uit Argentia in 1994 ligt het gebied, dat eigendom is gebleven van de Verenigde Staten, er verlaten bij.